# Advocatus Diaboli
Der lateinische Ausdruck Advocatus Diaboli, deutsch Anwalt des Teufels, steht für die rhetorische Strategie eines Anwalts, beziehungsweise allgemeiner die eines Redners, der bei einem rhetorischen Streit ganz bewusst die Position eines Gegners einnimmt.
Advocatus Diaboli bedeutet im ursprünglichen engeren Sinne einen Kirchenanwalt, dessen Aufgabe es ist, in einem Heiligsprechungsprozess die zusammengetragenen Belege und Argumente für die Heiligsprechung anzufechten oder eigene, mit negativen Gesichtspunkten behaftete Gegenargumente einzubringen. Den Gegenpart als Fürsprecher übernahm traditionell ein Advocatus Dei („Anwalt Gottes“).
In einem allgemeineren rhetorischen Sinne kann die Strategie nach bestem Wissen und Gewissen, also mit der ernsthaften Absicht verfolgt werden, einen Gegenanwalt (Streitgegner) nachzuvollziehen. In letzter Konsequenz schließt das ergebnisoffen die Möglichkeit einer Kapitulation ein. Dementgegen kann sie aber auch aus einer voreingenommenen Position a priori dazu dienen, die Gegenseite letztlich zu widerlegen, also eine Kapitulation kategorisch auszuschließen.
Ersteres, das ernsthafte Nachvollziehen der gegnerischen Argumente, ist eine Methode zu ernsthafter Wahrheitsfindung. Ein Beispiel wäre ein überzeugter Marxist, der sich mit voller Ernsthaftigkeit und Gewissenhaftigkeit fragt, was beispielsweise Margaret Thatcher als „das Gute“ definieren würde, das sie mit ihrer Politik letztlich verfolgt, vor dem Hintergrund, dass jeder, egal was er tut, letztlich irgendetwas „Gutes“ damit anstrebt. Dabei schließt er nicht aus, eventuell sogar zu einer Pro-Thatcher-Überzeugung zu gelangen. Letzteres, also das Aufzählen der Gegenargumente aus rein rhetorischen Gründen, geschieht von vornherein nur polemisch-scheinbar, entgegen einer gefassten Überzeugung; es wird ein Gedankengang referiert, der trotz der Advocatus-Diaboli-Position bereits bei einer Gegenüberzeugung angelangt ist.
Häufig findet man auch die falsche Bezeichnung advocatus diabolus oder advocatus diabolicus. Diabolus ist falsch dekliniert (Nominativ statt des Genitivs), wohingegen diabolicus „der Teuflische“ bedeutet.

## Verwendungszweck
Das rhetorische Stilmittel kann dazu verwendet werden, die Argumente der eigenen Position im Hinblick auf mögliche Gegenargumente (des Advocatus Diaboli) zu schärfen. Bei Debatten kann die Einnahme der Position des Advocatus Diaboli auch der gezielten Provokation dienen.
Im Bereich der Pädagogik wird diese Methode angewendet, um den Lernenden Übung darin zu vermitteln, eine Meinung zu vertreten. Diese Unterrichtsmethode hat besonders im gesellschaftswissenschaftlichen Bereich Geltung.
Für Studenten, in denen es besonders auf die Stichhaltigkeit von Argumenten und Beweisen ankommt (Rechtswissenschaft, Naturwissenschaften, Mathematik, Philosophie), ist die Entwicklung eines „inneren“ Advocatus Diaboli zum Schutz gegen den Verlust der Objektivität, durch Fehler wie Selbstüberschätzung, Betriebsblindheit und anderes, ein unverzichtbarer Bestandteil der Berufsausbildung.

## Devil’s-Advocacy-Technik
Devil’s Advocacy baut auf dem Prinzip des Advocatus Diaboli auf. Es handelt sich um eine Technik aus der Arbeits- und Organisationspsychologie, die dazu genutzt wird, um der voreingenommenen Informationssuche im Rahmen von Urteils- und Entscheidungsprozessen in Gruppen entgegenzuwirken. Bei der Devil’s-Advocacy-Technik übernimmt ein zufällig ausgewähltes Gruppenmitglied die Rolle des Advocatus Diaboli (englisch devil’s advocate), dessen Aufgabe es ist, Vorschläge der Gruppe zu kritisieren. Wenn sich alle über eine Lösung geeinigt haben, vertritt der Devil’s Advocate Gegenargumente zu dieser Lösung und versucht, dazugehörige Schwächen zu identifizieren. Die Gruppe muss daraufhin auf die Kritik reagieren und prüfen, ob die Argumente, die von dem Devil’s Advocate hervorgebracht wurden, entkräftet werden können. Nach dieser Prüfung wird die anfänglich vorgeschlagene Lösung entweder ausgewählt oder abgewiesen.

### Ablauf/Prozedur
1. Die Gruppe diskutiert über das Entscheidungsproblem und schlägt die bevorzugte Alternative vor.
2. Die Aufgabe des Devil’s Advocate ist es, alle Nachteile dieser Alternative zu identifizieren. Er überprüft den Gruppenvorschlag hinsichtlich möglicher Fehler und falscher Annahmen.
3. Der Devil’s Advocate stellt seine Kritik den anderen Gruppenmitgliedern vor.
4. Die Gruppe analysiert gemeinsam zusätzliche Informationsberichte, die wichtig sein könnten für die finale Gruppenentscheidung.
5. Auf Basis dieser Analysen wird eine finale Gruppenentscheidung getroffen.

### Ziel
Die Devil’s-Advocacy-Technik stellt eine Form von künstlicher Meinungsverschiedenheit (englisch contrived dissent) dar. Sie dient dazu, der Voreingenommenheit bei der Informationssuche in Gruppenentscheidungsprozessen entgegenzuwirken (vgl. Gruppendenken (Abschnitt Advocatus Diaboli)). Die Technik wird insbesondere bei homogenen Gruppen genutzt, da hier die Suche nach Gegenargumenten gefördert wird.

### Zu Advocatus Diaboli
- Elmar Güthoff: Advocatus. In: Walter Kasper (Hrsg.): Lexikon für Theologie und Kirche. 3. Auflage. Band 1. Herder, Freiburg im Breisgau 1993, Sp. 175–176.

### Zur Devil’s-Advocacy-Technik
- Bierhoff, Hans-Werner (2006): Sozialpsychologie. Ein Lehrbuch. 6. Aufl. Stuttgart: Kohlhammer.
- Schulz-Hardt, Stefan; Jochims, Marc; Frey, Dieter (2002): Productive conflict in group decision making: genuine and contrived dissent as strategies to counteract biased information seeking. In: Organizational Behavior and Human Decision Processes 88 (2), S. 563–586.